# Ларморова частота

Напрямок прецесії для частинки з позитивним гіромагнітним співвідношенням. Зелена стрілка позначає зовнішнє магнітне поле, чорна стрілка — магнітний дипольний момент частинки.

Ларморова частота — частота прецесії магнітного моменту, що перебуває в однорідному магнітному полі:
{\displaystyle \omega =\gamma |B|} .
У формулі {\displaystyle \gamma } - гіромагнітне співвідношення, B - магнітна індукція.
Іноді ларморовою частотою називають удвічі більшу циклотронну частоту[джерело?].

## Отримання виразу для ларморової прецесії в класичному випадку
Магнітний момент частинок,
{\displaystyle \ \mathbf {m} ={\frac {1}{2c}}\oint [\mathbf {r} \times j(\mathbf {r} )]d^{3}\mathbf {r} },
у нерелятивістському і неквантовому наближенні, для випадку, коли відношення заряду до маси кожної з частинок є величиною постійною, можна записати як 
{\displaystyle \ \mathbf {m} ={\frac {1}{2c}}\oint [\mathbf {r} \times j(\mathbf {r} )]d^{3}\mathbf {r} =|\mathbf {j} =\sum _{i}q_{i}\mathbf {v} _{i}\delta _{a}(\mathbf {r} -\mathbf {r} _{i})|={\frac {q_{i}}{2c}}\sum _{i}[\mathbf {r} _{i}\times \mathbf {v} _{i}]={\frac {q_{i}}{2m_{i}c}}\mathbf {L} }.
Тоді момент сил, що діє на частинку в однорідному магнітному полі, можна переписати як
{\displaystyle \ \mathbf {N} =[\mathbf {m} \times \mathbf {B} ]=\left[{\frac {q_{i}}{2m_{i}c}}\mathbf {L} \times \mathbf {B} \right]=-\left[{\frac {q_{i}}{2m_{i}c}}\mathbf {B} \times \mathbf {L} \right]=[\mathbf {\omega } \times \mathbf {L} ]}.
Звідси випливає, що вектор кутової швидкості частинки дорівнює
{\displaystyle \ \mathbf {\omega } =-{\frac {q}{2mc}}\mathbf {B} },       (формулу записано в системі СГСГ).
{\displaystyle \ \mathbf {\omega } ={\frac {q}{m}}\mathbf {B} },       (в системі СІ).
Таким чином, вектор моменту імпульсу {\displaystyle \ \mathbf {L} } прецесіює із незмінними довжиною та кутом до вектора індукції поля з кутовою швидкістю {\displaystyle \ \mathbf {\omega } }.

## Зв'язок ларморової прецесії з діамагнетизмом
У результаті ларморової прецесії від кожного електрону в атомі виникає круговий струм, причому вектор магнітної індукції, що створений цим струмом, спрямований протилежно до вектора індукції зовнішнього поля. Якщо в атомі немає власних магнітних моментів, що не залежать від поля, то індукований таким чином сумарний магнітний момент і намагніченість також спрямовані проти поля. Таким чином, зовнішнє поле послаблюється.